# Matchmaker
Matchmaker är det sjunde avsnittet av första säsongen av TV-serien How I Met Your Mother. Det hade premiär på CBS den 7 november 2005.

## Sammandrag
Ted går till en äktenskapsförmedling som garanterar att en dator alltid hittar en persons själsfrände på högst tre dagar. Datorn hittar ingenting åt Ted förutom en som redan är upptagen. Lily och Marshall upptäcker djuret "cockamouse", som är en kombination av en kackerlacka och en mus.

## Handling
Robin gör ett tv-inslag om "Love Solutions", en äktenskapsförmedlare som har lyckats para ihop människor 100 procent av gångerna. Hon och Barney rekommenderar Ted att prova. När Barney och Ted kommer dit märker Ellen Pierce, äktenskapsförmedlaren, direkt att han bara är ute efter ett one night stand. Hon säger sig däremot redo att börja arbeta för Ted och lovar att hitta en själsfrände inom tre dagar.
Efter fem dagar börjar Ted bli otålig. Han går tillbaka till Ellen och får veta att det inte finns någon åt honom. Den närmsta matchningen i databasen är redan upptagen. Ted smyger dock in till datorn och hämtar ut hennes personliga profil. Hon visar sig vara hudspecialist, så Ted bokar tid hos henne. Han får då reda på att hon ska gifta sig inom kort. Ted säger att hon kan ringa honom om hon ändrar sig om bröllopet.
Hon ringer upp. Ted tror att hon inte längre ska gifta sig, men hon vill bara informera honom om att hans hudfläck är elakartad. Då berättar han varför han har sökt upp henne. Hon övertygar honom emellertid om att en dator inte kan avgöra vem som är den rätta för en. Ted återvänder till Love Solutions, där Ellen är förtvivlad över att inte längre kunna säga att man lyckas i 100 procent av fallen. Han övertalar henne att fortsätta leta - gratis.
Under tiden har Marshall och Lily träffat på ett underligt djur i sin lägenhet. Först blir de rädda. Lily tror att det är en kackerlacka och Marshall tror att det är en mus. Sedan försöker de döda det, utan framgång. Eftersom djuret har både kackerlacks- och musegenskaper kallar de det för en cockamouse.
Robin är skeptisk, men de gillrar en fälla för att fånga cockamouse. Marshall tar den med till universitetet så att hans forskande kompis kan ta en titt på den - tror han. Cockamouse visar sig fortfarande vara lös i lägenheten. Marshall rusar hem, fångar den och kastar ut den genom fönstret. Cockamouse börjar flyga.

## Popkulturella referenser
- När Lily först berättar om cockamouse tillsammans med Marshall kallar hon den för "Big bad". Alyson Hannigan som spelar Lily brukade när hon hade en av huvudrollerna i Buffy och vampyrerna referera till varje säsongs huvudskurk som "Big bad".
- När Marshall och Lily gillrar fällan för cockamouse anspelar musiken som spelas på den musik som spelades när The A-Team gillrade någon av sina fällor.
- När fällan gillras skämtar Robin om huruvida Hjulben kommer att fastna i den, och anspelar på Hjulben & Gråben.
- Många övernaturliga eller paranormala fenomen nämns i avsnittet, bland annat spöken, Bermudatriangeln, Bigfoot, Stonehenge, Area 51, utomjordiskt liv, sädesfältscirklar och, inte minst, Loch Ness-odjuret.
- Sången som Ted (och hudspecialisten) skäms för att tycka om är Summer Breeze av Seals & Crofts.